# Schronisko na Kriškiej gorze
Schronisko na Kriškiej gorze (słoweń. Koča na Kriški gori) – schronisko turystyczne, które leży na słonecznej stronie zachodniego pasma Kriškiej gory. Zarządza nim Towarzystwo Górskie Križe.

## Opis
Schronisko znajduje się na zachodniej stronie. Ponieważ na południe i zachód od schroniska nie ma lasu, dobrze widać przede wszystkim Gorenjska ravninę i w tle Alpy Julijskie. W pobliżu zaś dobrze widać Dobrčę z Lešanską planiną i Begunjščicę. Między obydwoma wymienionymi szczytami z tyłu widać Stol. Schronisko w letnim sezonie jest stale otwarte, a w innych porach roku w soboty, niedziele i święta. Przed schroniskiem jest wiele stołów i ław.

## Dostęp
- 2½h: z Tržiča, przez Veliką mizicę, transwersalą
- 1h: ze schronu w Goździe (Zavetišče v Gozdu) (891 m)
- 3h: ze scchronu w Goździe, przez Tolsti vrh
- 3h: z Domu pod Storžičem (1123 m), przez Tolsti vrh transwersalą

## Sąsiednie obiekty turystyczne
- 3½h: do schroniska na Kališču (1534 m)
- 1h: Tolsti vrh (1715 m)
- 4½h: Storžič, grzbietem Psicy